# 버진 애틀랜틱
버진 애틀랜틱(영어: Virgin Atlantic Airways Co. Ltd.)은 리처드 브랜슨 경의 버진 그룹이 공동으로 소유한 영국의 항공사로 본사는 잉글랜드 크롤리에 위치해 있다.

## 개요
버진 애틀랜틱 항공은 런던 히드로 공항과 런던 개트윅 공항을 허브 공항으로 영국과 북아메리카, 캐리비안 해, 아프리카, 서남아시아, 아시아, 이전에 오스트레일리아 간을 운항하며, 맨체스터 공항에도 소규모 허브 공항으로 운영하고 있다. 이 항공사는 20개 이상의 좌석을 가진 항공기로 승객, 화물, 우편을 수송할 수 있는 영국 항공청의 A 타입 운영 면허를 취득하였다.

## 역사
당시 버진 그룹을 이끄는 리처드 브랜슨이 대서양 횡단 노선을 운항하는 영국의 저비용 항공사로 알려져 있었으나 대형 항공사의 압력을 받고 1982년 도산했다가 영국의 저비용 항공사인 레이카 항공의 프레드릭 레이카와 마찬가지로 저렴한 항공사로 같은 노선에 진출한 미국의 피플 익스프레스 항공(1987년 콘티넨탈 항공과 합병)의 성공에 영감을 받고 다시 설립해 1984년 6월 22일 런던 개트윅 공항발 뉴어크 리버티 국제공항 국제선 노선 운항을 시작했다. 당시 중고 보잉 747-200 1대의 항공기로 운항하고 있었다.
이후 다양한 기내 서비스를 적극적으로 도입한 결과 많은 승객에서 호평을 받고 실적을 늘렸다가 레이카 항공과 마찬가지로 영국 항공에서 집요한 방해를 받았다. 그러나 이후에 승객 수는 계속 증가하면서 장비를 사고 더하면서 로스앤젤레스 국제공항과 나리타 국제공항 등 주요 도시에 노선망을 확대 했으며 일본 진출을 위해 1988년에 도쿄도 미나토구에 지사를 세워 1989년 5월에 일본 노선을 취항했다.
또한 1991년 런던 히드로 공항에 취항을 하면서 보잉 747-400과 에어버스 A340-600 항공기 도입했다. 또한 세계 최초의 이코노미 클래스에 개인 텔레비전의 도입과 프리미엄 이코노미 클래스의 도입했으며 바와 이발소도 마련했다. 공항 라운지와 오토바이에 의한 런던 시내와 공항 간의 이동 서비스 제공등 다양한 서비스를 적극적으로 도입하는 것도 알려지게 되었고 1998년 비행기 전편이 금연 구역으로 지정되었다.
1999년에 49%의 지분을 싱가포르 항공에 양도 했지만 이후에 뉴델리, 시드니, 상하이, 나이로비등 세계 각국으로 노선망을 늘렸다. 현재는 세계 30개 도시에 노선 연장하면서 다른 관련 회사로 저렴한 항공사 버진 익스프레스 (현 브뤼셀 항공)과 버진 아메리카, 버진 오스트레일리아(구 버진 블루)를 가지는 것 외에 에어 나이지리아 (구 버진 나이지리아 항공)도 있다.
2007년 2월, 버진 애틀랜틱 항공은 510만 승객을 수송하였으며, 21억 4천만 파운드의 매출을 달성하고, 4680만 파운드의 순이익을 거두었다. 2012년 12월에 미국의 최대 항공사인 델타 항공이 싱가포르 항공이 보유한 모든 지분을 인수했다.

## 운항 노선
- 2012년 2월 버진 애틀랜틱 항공은 다음과 같은 노선을 운항하고 있다.

### 코드쉐어 협정
버진 애틀랜틱 항공은 다음과 같은 항공사와 코드쉐어를 하고 있으며 미국의 항공사인 델타 항공이 대주주에 속한다.
| - GOL 항공 - KLM (스카이팀) - 대한항공 (스카이팀) - 델타 항공 (스카이팀) - 버진 오스트레일리아 - 싱가포르 항공 (스타 얼라이언스) - 아에로멕시코 (스카이팀) - 에어 뉴질랜드 (스타 얼라이언스) - 에어 프랑스 (스카이팀) - 인디고 항공 | - 웨스트제트 - 중국국제항공 (스타 얼라이언스) |  |

참고로 버진 애틀랜틱에 탑승하여 싱가포르 항공 "크리스 플라이어" 마일을 적립하면 스타 얼라이언스 골드 회원이 될 수 있다. 2003년 전일본공수와 마일리지 프로그램 제휴 시작해 2009년 8월 3일부터 전일본공수와 나리타 국제공항발 런던 히드로 공항 국제선으로 코드쉐어 제휴를 개시했다.

### 조인트 벤처
버진 애틀랜틱 항공은 다음과 같은 항공사와 조인트 벤처를 실시하고 있다.
- 델타 항공 (스카이팀)

### 마일리지 프로그램
마일리지 프로그램의 경우 플라잉 클럽 (영어: Flying Club)을 운영하고 있다.

## 보유 기종

### 현재 사용하는 기종
- 2020년 5월 기준으로 버진 애틀랜틱은 다음과 같은 기종을 보유하고 있으며 평균 기령은 8.7년이다.[9][10]

## 후보의 메시지
- 모든 비행기는 항상 메시지가 써있다. (현재의 메시지는 런던 올림픽 마크와 함께 "Backing the bid"와 "No Way BA / AA", "Love at first flight"의 삼종).

Mine's Bigger Than Yours
- 지금은 퇴역한 버진 애틀랜틱이 보유한 에어버스 A340-600이 세계에서 가장 긴 몸통을 가진 여객기에서 사용했다.

4 Engines 4 Longhaul
- 원래는 에어버스가 에어버스 A340 등장 때 사용했던 캐치 카피를 그대로 사용한 것으로 경쟁 상대인 영국항공이 장거리 노선에 보잉 777과 보잉 767 쌍발기를 이용한 것에 맞서 4개의 엔진을 가진 에어버스 A340을 강조한 것으로 이 메시지는 2006년 쌍발기인 보잉 787-9 도입을 결정한 이후 순차적으로 지워졌다.

Avoid The Q
- 버진 애틀랜틱 항공이 런던 ~ 홍콩 ~ 시드니 국제선 노선을 취항 때 사용되고 메시지로 이 "Q"는 두 가지 의미가 담겨져있어 "queues"=행렬 (이 때 공항에서 서지 않고 사는 온라인 체크인 서비스를 시작했다.)와 같은 루트를 비행하는 콴타스 항공="Qantas"의 2개를 피하라는 것으로 어필했다.

Keep Discovering-Until You Find The Best
- 버진 애틀랜틱 항공이 런던 ~ 두바이 국제선 노선을 취항한 때 사용된 메시지로 "Keep Discovering"는 두바이를 허브 공항을 삼고 있는 에미레이트 항공이 이용하고 있는 슬로건으로 에미레이트 항공의 슬로건을 그대로 모방했다.

BA can't keep it Concorde up!
- 2003년 여름에 에어프랑스와 영국항공이 콩코드 운항을 중단했지만 그 때 버진은 1대 1파운드에 구매 의향을 나타내고 강세 자세로 임했다. 하지만 결국 구입하지 못하고 비행기 뒤쪽에 "영국항공은 콩코드를 보유한 여유가 없는 것이다!"라고 쓴 것이다.

No Way BA / AA
- 영국항공과 아메리칸 항공의 원월드 제휴 발표할 때 "NO WAY BA / AA (NO WAY는"말도 안돼 "라는 의미)"와 제휴를 비난하는 메시지를 썼다. 이것은 영국과 미국 사이에서 높은 노선 점유율을 가진 2개의 파트너에 반발한 것으로 항공 연합의 가입에 부정적이고 특히 양사에 의해 결성된 원월드 가맹 회사와 제휴를 하고 있지 않다 다음이 메시지는 다른 메시지 화를 할 수 있지만 2008년 영국항공, 아메리칸 항공, 이베리아 항공의 3개의 회사의 업무 제휴가 발표된 때 영국과 미국 사이에 대서양 노선의 독점에되는 것을 우려하여 일부 장비에 표시를 부활 시키고 있다.[19]

More experience than the name suggests
- 회사명의 "버진"이란 말은 "처녀"를 나타내는 것이지만 그 이름과 정반대로 회사가 경험을 쌓은 항공사라고 어필하는 것이다.

(2012년 하계 올림픽 마크) Backing the bid
- 2012년 런던에서 열리는 올림픽 협찬 기업이 되고 있기 때문에 Backing the Bid는 그대로 "입찰을 지원한다"는 의미를 가진다.

"Still Red Hot For 25 Years"· "Love at first flight"
- 2009년 6월 22일에 버진 애틀랜틱 항공이 운항 개시 25 주년을 맞이한 기념으로 CM 등에 이용되고 사본이 "Still Red Hot For 25 Years"와 "Love at first flight "이었다는 것에서 전자는 버진의 기업 컬러인 빨강을 모티브로, 후자는 "Love at first sight"을 모방했다.

"Your Airline 's Either Got It, Or It Hasn't"
- 2010년 기업 로고를 변경됨에 따라 구호 사용을 시작했다. "당신의 에어 라인은 이런 (버진 같은 서비스)는 있습니까?"라고 질문 회사의 서비스가 고유하다는 것을 어필로 이에 따라 글로벌을 위해 CM의 방송도 실시했다.

## 사건 및 사고
- 1997년 11월 5일, 에어버스 A340-300 항공기가 G-VSKY가 결함이 되면서 항공기는 런던 히드로 공항에서 긴급 착륙을 실시 했으나 실패하면서 항공기가 착륙시에 활주로의 표면과 접촉한 1, 2, 4번 엔진 아래 쪽에 손상을 입었다. 활주로의 표면은 파손되고 오른쪽 주다리 차바퀴가 속도가 감소되고 몇 개의 활주로가 망가졌다. 하지만 2명의 승무원과 5명의 승객을 안전하게 피난해 사망한 사람은 단 한명도 없었다[20]
- 2005년 2월, 홍콩 국제공항발 런던 히드로 공항으로 가던 에어버스 A340-600 항공기가 연료 제어 컴퓨터 시스템이 탱크간의 자동 연료 이송의 손실이 발생 되면서 왼쪽의 선외 엔진 출력이 저하되었다. 승무원이 수동으로 연료를 교차수정을 시작할 때까지 곧 오른쪽 선외기의 뒤에도 이상이 생겼다. 이 사실을 알았던 승무원이 비행기가 결함이 있다고 판단해 스히폴 국제공항에 착륙을 했다. 잠정적인 사고 원인으로 4개의 안전 권고 중 대형 수송 카테고리의 항공기의 주요한 인증 기관 EASA와 FAA로 보내졌는데 연료 탱크의 결함인 것으로 밝혀졌다.[21]
- 2014년 12월 30일, 런던 히드로 공항발 존 F. 케네디 국제공항으로 가던 보잉 747-400 항공기가 이륙 후 전자계통의 결함으로 착륙장치에 결함이 발견되어 항공기는 런던 히드로 공항에서 긴급 착륙을 실시 했으나 항공기가 착륙시에 불균형하게 되어있는 랜딩기어의 결과로 3, 4번 엔진쪽으로 항공기가 기울어졌다. 하지만 침착한 대처로 모두가 안전하게 피난해 사상자는 단 한명도 없었다.

## 관련 문헌
- 리처드 브랜슨 "버진-나는 세계를 바꾸어가는" 한큐 커뮤니케이션즈, 2003년. ISBN 4-484-03102-7[22]
- 날개 출판 "월간 날개" 1989년 9월호 (통권 279호)
- 이카로스 출판 "월간 항공" 2006년 1월호 (통권 319호)

## 관련 회사
- 버진 오스트레일리아
- 버진 오스트레일리아 홀딩스
- 버진 그룹

## 사진

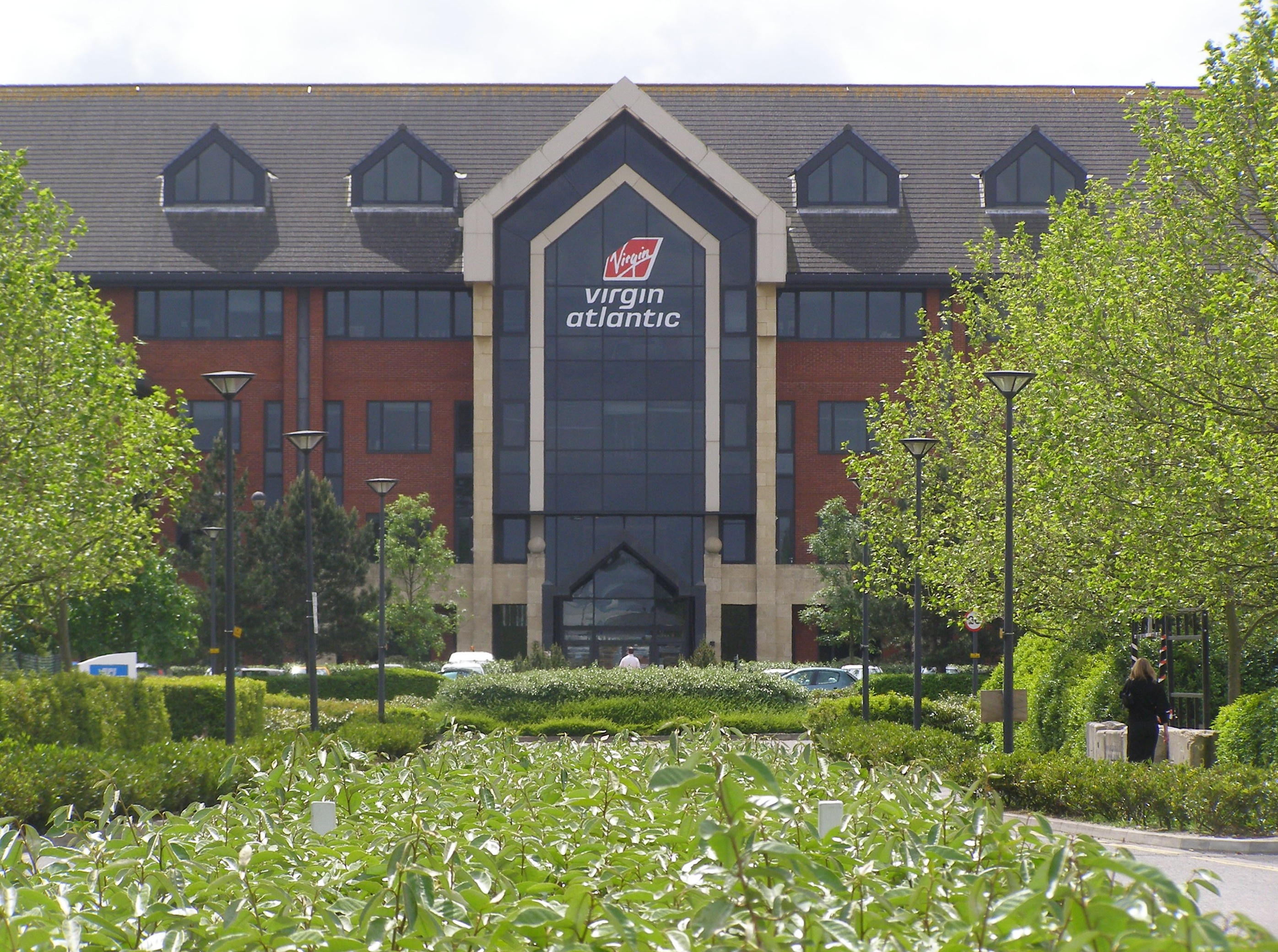
버진 애틀랜틱 항공 본사
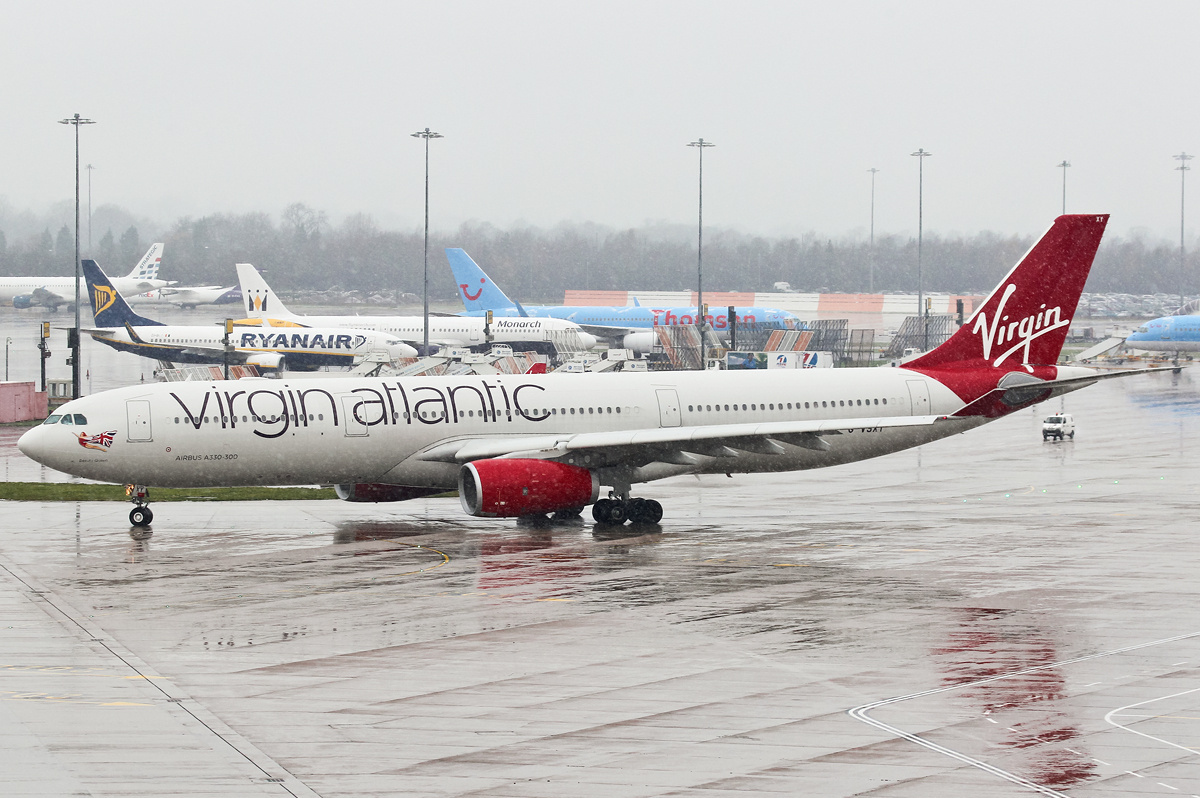
버진 애틀랜틱 항공 소속 에어버스 A330-300 항공기

## 같이 보기
- 영국의 교통